# Astragalus callistachys
Astragalus callistachys är en ärtväxtart som beskrevs av Friedrich Alexander Buhse. Astragalus callistachys ingår i släktet vedlar, och familjen ärtväxter.

## Underarter
Arten delas in i följande underarter:
- A. c. callistachys
- A. c. porphyrobaphis